# 公立みつぎ総合病院
公立みつぎ総合病院（こうりつみつぎそうごうびょういん）は、広島県尾道市にある医療機関。

## 沿革
- 1956年 - 御調国保病院として開設。
- 1984年 - 公立みつぎ総合病院に名称を変更。

## 診療科
- 内科
- 循環器内科
- 消化器内科
- 腎臓内科
- 総合診療科
- 小児科
- 外科
- 消化器外科
- 整形外科
- 脳神経外科
- 精神科
- 産婦人科
- 皮膚科
- 泌尿器科
- 眼科
- 耳鼻咽喉科
- 放射線科
- リウマチ科
- リハビリテーション科
- 緩和ケア科
- 透析科
- 歯科
- 乳腺外来
- 禁煙外来

## 交通アクセス
- JR山陽本線尾道駅より、中国バスに乗車して「みつぎ高校前」下車、徒歩約5分。